# Mollkirch
Mollkirch is een gemeente in het Franse departement Bas-Rhin (regio Grand Est). De gemeente maakt deel uit van het arrondissement Molsheim. Mollkirch telde op 1 januari 2022 881 inwoners.

## Geografie
De oppervlakte van Mollkirch bedroeg op 1 januari 2022 12,47 vierkante kilometer; de bevolkingsdichtheid was toen 70,6 inwoners per km². 

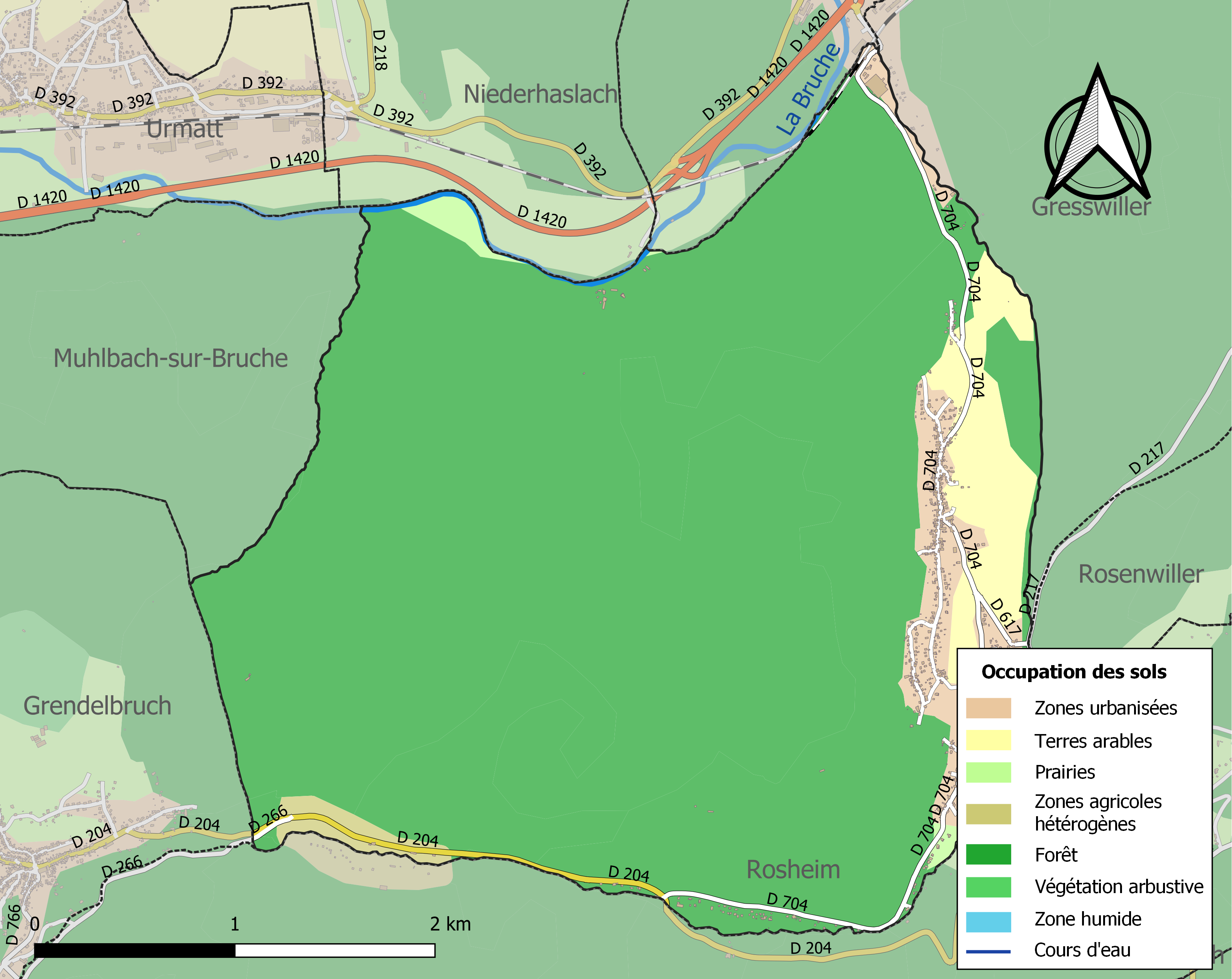
Kaart van de gemeente met de belangrijkste infrastructuur, bodemgebruik en omliggende gemeenten

## Demografie
Onderstaande figuur toont het verloop van het inwonertal (bron: INSEE-tellingen).

## Verkeer en vervoer
Op de grens met buurgemeente Heiligenberg staat het spoorwegstation Heiligenberg-Mollkirch.